# كولين ماكهيو
كولين ماكهيو (بالإنجليزية: Collin McHugh)‏ هو لاعب كرة قاعدة أمريكي، ولد في 19 يونيو 1987 في كوفينغتون في الولايات المتحدة.

## وصلات خارجية
- كولين ماكهيو على موقع دوري كرة القاعدة الرئيسي (الإنجليزية)
- كولين ماكهيو على موقعبيزبول رفرنس.كوم (الدوري الرئيسي) (الإنجليزية)
- كولين ماكهيو على موقعبيزبول رفرنس.كوم (الدوري الثانوي) (الإنجليزية)
- كولين ماكهيو على موقع إي إس بي إن.كوم (أم.أل.بي) (الإنجليزية)
- كولين ماكهيو على موقع مشجعي الرسوم البيانية (الإنجليزية)